# Otophryne robusta
Otophryne robusta (tên tiếng Anh: Sapito Robusto) là một loài ếch trong họ Nhái bầu.
Nó được tìm thấy ở Guyana, Venezuela, và có thể cả Brasil.
Các môi trường sống tự nhiên của chúng là các khu rừng vùng núi ẩm nhiệt đới hoặc cận nhiệt đới và sông. Loài này đang bị đe dọa do mất môi trường sống.